# Camaguán (khu tự quản)
Camaguán là một khu tự quản thuộc bang Guárico, Venezuela. Thủ phủ của khu tự quản Camaguán đóng tại Camaguan. Khự tự quản Camaguán có diện tích 1164 km2, dân số theo điều tra dân số ngày 21 tháng 10 năm 2001 là 18041 người.